# Ministerio de Economía y Finanzas Públicas (Bolivia)
El Ministerio de Economía y Finanzas Públicas del Estado Plurinacional de Bolivia es el organismo que se encarga de contribuir a la construcción del Nuevo Modelo Económico Social Comunitario Productivo, basado en la concepción del Vivir Bien, formulando e implementando políticas macroeconómicas que preserven la estabilidad como patrimonio de la población boliviana, y promuevan la equidad económica y social. El actual ministro de Economía y Finanzas Públicas es Marcelo Montenegro Gómez García.

## Antecedentes
El actual Ministerio tuvo una serie de cambios de nombre con el paso del tiempo, donde la primera institución se llamó Ministerio de Hacienda, fundado el 19 de junio de 1826 mediante Ley Reglamentaria Provisional. En el transcurso de su vida institucional, este portafolio de Estado sufrió otros cambios como ser: Ministerio de Hacienda, Finanzas Públicas, Ministerio de Finanzas y otros.
Posteriormente con la reestructuración del Poder Ejecutivo, mediante Ley de Ministerios Nº 1493, de fecha 17 de septiembre de 1993 y Decreto Supremo Nº 23660 del 12 de octubre de 1993 (Reglamento de la Ley de Ministerios), el Ministerio de Finanzas pasó a convertir la Secretaría Nacional de Hacienda. En fecha 24 de noviembre de 1994, mediante Decreto Presidencial Nº 23897 se separan las funciones de Hacienda de las de Desarrollo Económico, conformándose de esta manera dos ministerios, el de Hacienda y el de Desarrollo Económico.
Mediante Ley 3351 de fecha 21 de febrero de 2006 de Organización del Poder Ejecutivo (LOPE), D.S. 28631 de fecha 9 de marzo de 2006 Reglamentario a la LOPE, se establecen las competencias y funciones del Ministerio de Hacienda
Actualmente, mediante Decreto Supremo Nº 29894 de 7 de febrero de 2009, Estructura Organizativa del Órgano Ejecutivo del Estado Plurinacional, se establecen las actuales atribuciones del ahora Ministerio de Economía y Finanzas Públicas.

## Principales atribuciones
Las atribuciones del o la ministra de Economía y Finanzas Públicas,  según el Decreto Supremo N° 29894 Artículo 52 en el marco de las competencias asignadas al nivel central por la Constitución Política del Estado, son las siguientes: 
- Formular las políticas macroeconómicas en el marco del Plan General de Desarrollo Económico y Social.
- Formular, programar, ejecutar, controlar y evaluar las políticas fiscales y financieras.
- Determinar, programar, controlar y evaluar las políticas monetaria y cambiaria en coordinación con el Banco Central de Bolivia.
- Ejercer las facultades de autoridad fiscal y órgano rector de las normas de gestión pública.
- Elaborar el proyecto de Presupuesto General de la Nación, en coordinación con los Órganos y Entidades del Sector Público, en el marco del Plan General de Desarrollo Económico y Social.
- Controlar la ejecución presupuestaria de los Órganos y Entidades del Sector Público, establecidos en la Constitución Política del Estado.
- Asignar los recursos en el marco del PGE y de acuerdo a la disponibilidad del Tesoro General de la Nación.
- Desarrollar e implementar políticas que permitan precautelar la sostenibilidad fiscal, financiera y de endeudamiento de los órganos y entidades públicas.
- Inmovilizar recursos y suspender desembolsos de las cuentas fiscales de los Órganos y Entidades del Sector Público, en caso de incumplimiento de la normativa vigente, de manera preventiva y a requerimiento de la autoridad competente.
- Establecer la política salarial del sector público.
- Formular políticas en materia de intermediación financiera,  servicios e instrumentos financieros, valores y seguros.
- Supervisar,  coordinar y armonizar el régimen fiscal y tributario de los diferentes niveles territoriales, en el marco de sus competencias.
- Ejercer las facultades de órgano rector del Sistema Nacional de Tesorería y Crédito Público, en concordancia con los Artículos 322 y 341 de la Constitución Política del Estado.
- Elaborar y proponer planes, políticas, estrategias y procedimientos de endeudamiento nacional y subnacional en el marco del Plan Nacional de Endeudamiento – PNE y el Programa Anual de Endeudamiento – PAE.
- Administrar la Deuda Pública Externa e Interna.
- Negociar y contratar financiamiento externo.
- Transmitir y transferir a los órganos y entidades estatales,  recursos públicos para la constitución de Fideicomisos,  para la implementación de los Programas y Políticas del Gobierno, de conformidad a norma específica.
- Recopilar,  procesar y publicar información económica financiera de las entidades del sector público de los diferentes niveles territoriales.
- Registrar el Patrimonio del Estado Plurinacional y administrar los bienes asumidos por el Tesoro General de la Nación.
- En coordinación con el Ministerio del Trabajo,  Empleo y Previsión Social,  diseñar y proponer políticas en materia de seguridad social de largo plazo.
- Proponer políticas dirigidas a precautelar la sostenibilidad de los ingresos de la Pensión Mínima.
- Administrar el pago de rentas del Sistema de Reparto y la Compensación de Cotizaciones.
- Normar, fiscalizar y controlar a las entidades que otorgan prestaciones y/o realizan actividades de seguridad social de largo plazo.
- Formular procedimientos de gestión y control del costo fiscal del Sistema de Reparto y la Compensación de Cotizaciones.

## Estructura jerárquica
La estructura jerárquica del Ministerio de Economía y Finanzas Públicas, es la siguiente: 

Ministra(o) de Economía y Finanzas Públicas
- Viceministerio de Presupuesto y Contabilidad Fiscal

Dirección General de Programación y Gestión Presupuestaria
Dirección General de Contabilidad Fiscal
Dirección General de Normas de Gestión Pública
Dirección General de Sistemas de Gestión de Información Fiscal
- Viceministerio de Política Tributaria

Dirección General de Tributación Interna
Dirección General de Asuntos Arancelarios y Aduaneros
Dirección General de Estudios Tributarios
- Viceministerio de Pensiones y Servicios Financieros

Dirección General de Servicios Financieros
Dirección General de Pensiones
- Viceministerio del Tesoro y Crédito Público

Dirección General de Crédito Público
Dirección General de Programación y Operaciones del Tesoro
Dirección General de Administración y Finanzas Territoriales
Dirección General de Análisis y Políticas Fiscales

## Ministros
- Javier Gonzalo Cuevas Argote (19 de octubre de 2003 - 11 de noviembre de 2004)
- Luis Carlos Jemio Mollinedo (11 de noviembre de 2004 - 2 de agosto de 2005)
- Waldo Gutiérrez Iriarte (2 de agosto de 2005 - 22 de enero de 2006)
- Luis Arce Catacora (23 de enero de 2006 - 24 de junio de 2017)
- Mario Guillén Suárez (26 de junio de 2017 - 23 de enero de 2019)
- Luis Arce Catacora (23 de enero de 2019 - 10 de noviembre de 2019)
- José Luis Parada Rivero (13 de noviembre de 2019 - 7 de julio de 2020)
- Óscar Ortiz (7 de julio de 2020 - 28 de septiembre de 2020)
- Branco Marinkovic (28 de septiembre de 2020 - 9 de noviembre de 2020)
- Marcelo Montenegro Gómez García (9 de noviembre de 2020)